# Latridius creticus
Latridius creticus là một loài bọ cánh cứng trong họ Latridiidae. Loài này được Rücker miêu tả khoa học năm 1985.